# Peugeot Moovie
Peugeot Moovie — концепт городского автомобиля будущего, разработанный португальским дизайнером Андре Коста для французского автопроизводителя Peugeot. Был представлен осенью 2005 года на Франкфуртском автосалоне. Победитель дизайнерского конкурса Peugeot Concours Design 2004—2005 годов, благодаря участию в котором был воплощён в реальность.

## История создания
Peugeot с 2000 года раз в два года проводила дизайнерский конкурс «Peugeot Concours Design», в котором дизайнерам со всего мира предлагалось представить компании видение Peugeot будущего. С 30 августа 2004 по март 2005 года проходил третий такой конкурс. Все работы принимались через интернет на сайте www.peugeot-concours-design.com с 30 августа по 8 декабря 2004 года. Всего было принято 3800 проектов от 2600 участников из 107 стран. Из всех представленных работ затем отбирались 30 лучших, которые публиковались на интернет-сайте, где затем проводилось голосование среди интернет-пользователей. Десять лучших работ попадали в третий тур конкурса, где им предстояла оценка жюри во главе с Фредериком Сен-Жором. Финальный этап конкурса завершился во время проведения в марте 2005 года Женевского автосалона.
Победителем конкурса в марте 2005 года был объявлен 23-летний студент факультета промышленного дизайна из Лиссабона Андре Коста. Жюри положительно оценило его проект за «оригинальный стиль, который подчеркивает принадлежность к марке, и за многочисленные инновации, которые делают его перспективным автомобилем». Как победитель конкурса, Коста был удостоен кубка «La Griffe», чека на 6000 евро и модель его проекта в масштабе 1:43. Однако, самая главная награда была представлена чуть позже. С марта по сентябрь 2005 года команда дизайнеров и инженеров Peugeot разрабатывала в Центре дизайна компании модель в натуральную величину. Полноценный концепт-кар Moovie был представлен на Франкфуртском автосалоне, проходившем с 12 по 15 сентября 2005 года.
По словам Косты, разработка Moovie заняла у него примерно две недели, из которых одна была потрачена на проработку технических характеристик. При этом, перед концептом Moovie Коста перепробовал ещё четыре идеи, но отверг их, поскольку считал их слишком обыденными и хотел создать что-то радикально новое. Создатель концепта отмечал, что если бы Peugeot Moovie каким-либо образом стал серийным автомобилем, а рынок привык бы к таким необычным моделям, то основной аудиторией автомобиля, по мнению Косты, стали бы молодые женщины, проживающие в больших городах, желающие купить простой и эстетичный автомобиль и неравнодушные к защите окружающей среды. Также Коста заявлял, что считает, что «мы движемся к автомобилям, которые будут намного проще, просто украшены стильными деталями». Такой подход и был применён во время разработки данного концепта.

## Дизайн и конструкция
Концепт представляет собой видение двухместного городского автомобиля будущего, задачей которого является обеспечить лёгкое передвижение в городской среде и беречь окружающую среду. Автомобиль уже по общей форме кузова радикально отличается от классических машин начала XXI века: его облик бельгийское издание «Vroom» даже сравнивало с пылесосом. Андре Коста сознательно не копировал ни одного дизайнерского элемента с какой-либо из серийных моделей Peugeot того времени. Создатель изучил только концепт-кары, чтобы скопировать общее направление дизайна с них. В длину автомобиль составляет примерно 2300 мм, а ширина и высота одинаковые — по 1500 мм. Представленный во Франкфурте концепт был создан из металла, пластика и стекла, но на передвижение он способен не был.
Основной особенностью экстерьера является сочетание задних колёс и дверей — в Moovie это одно и тоже, поскольку задние колёса интегрированы в двери, которые приобрели из-за этого форму окружности. Такие большие задние колёса позволяют снизить потребление энергии автомобиля. Чтобы обеспечить доступ в автомобиль и из него, двери отодвигаются вперёд, подобно механизму в серийном автомобиле Peugeot 1007. Наружные зеркала заднего вида при этом автоматически складываются. Передние колёса сильно отличаются от задних: они имеют куда меньший размер и похожи на шар, что позволяет автомобилю легко маневрировать в ограниченном пространстве. При этом передние колёса служат исключительно как поддержка — к ним не подведено ни рулевое управление, ни электропитание от двигателя. Чтобы совершить поворот, одно из задних колёс начинает вращаться быстрее, что даже позволяет автомобилю при необходимости развернуться на месте. Для обеспечения устойчивости автомобиля задние колёса размещены под углом в 10°, расстояние сужается кверху.
В остальном кузов также полон плавных линий: так, лобовое стекло обрамляется подобием буквы «U» (именно такую форму имела фирменная дуга на решётке радиатора многих Peugeot того времени). Большая дуга плавно переходит в передние стойки, затем в боковые линии крыши и заканчивается перед задними стойками. В стойки кузова интегрированы передние фары и задние фонари. На автомобиле размещено четыре больших логотипа Peugeot: спереди, сзади и на дверях-колёсах. Поскольку в автомобиле отсутствует такая часть кузова, как моторный отсек (автомобиль является электрическим), салон модели очень просторный и остеклён со всех сторон. При этом, интерьер не отличается какими-либо интересными дизайнерскими наработками: он целиком окрашен в жёлтый цвет, а кроме двух кресел с ремнями безопасности и передней панели в форме стола с рулём и панелью приборов из двух цилиндрических частей внутри автомобиля ничего не найти. Американский журнал «Car and Driver» назвал интерьер данного концепта «спартанским».